# Winfield (Virginie-Occidentale)
Pour les articles homonymes, voir Winfield.
Winfield est une ville des États-Unis, siège du comté de Putnam, en Virginie-Occidentale.

## Histoire
Elle s'est établie sur une terre de 160 ha, propriété de Charles Brown. Il établit à cet endroit un système de ferry pour traverser la rivière Kanawha en 1818.
La première réunion de la cour de comté a eu lieu à la résidence de Talleyrand P. Brown, à Winfield, le 22 mai 1848. La ville a été incorporée le 21 février 1868, et nommée en l'honneur de Winfield Scott, le général commandant de l'armée américaine pendant la guerre américano-mexicaine.

## Géographie

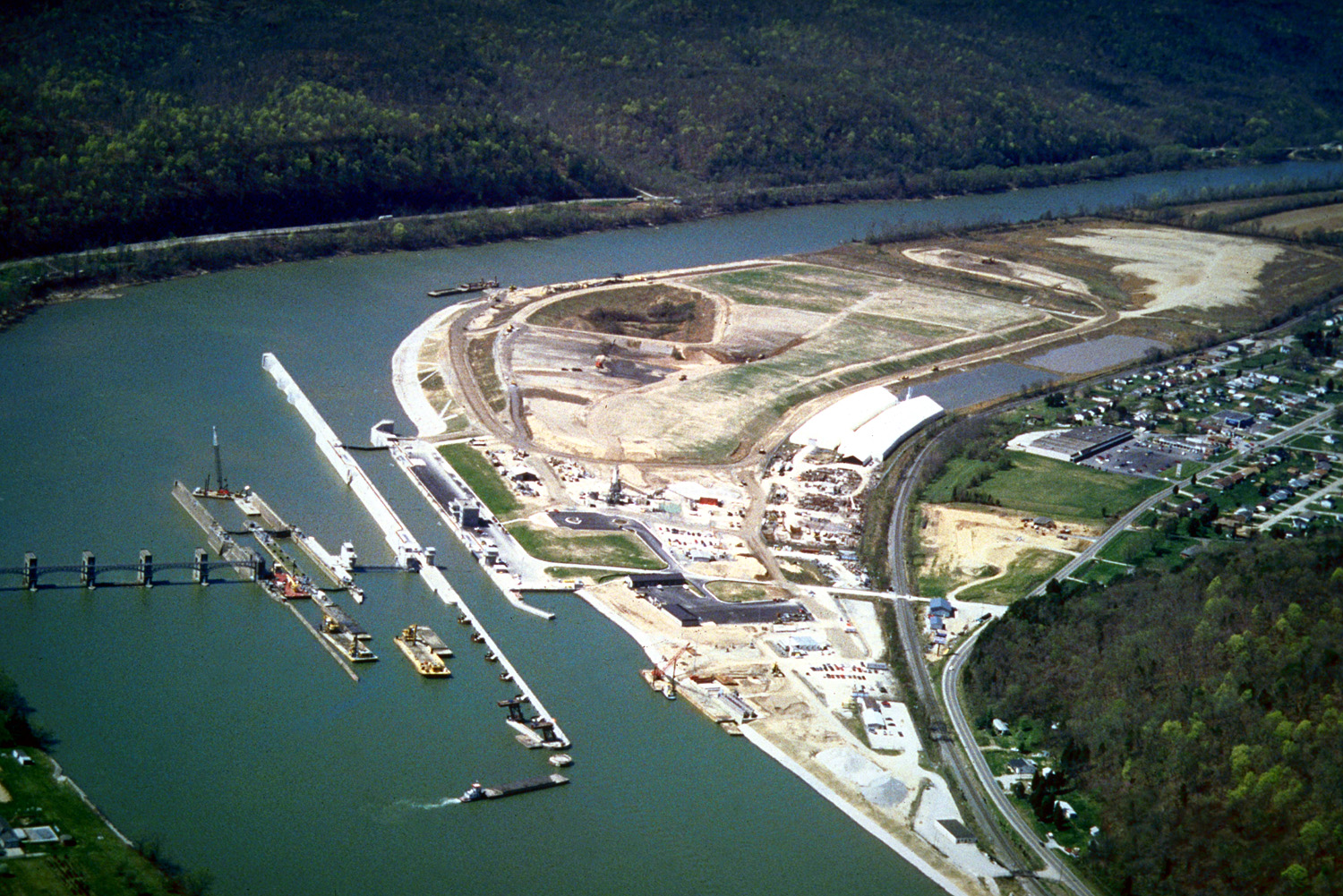
La Kanawha à Winfield.

D'après le Bureau du recensement des États-Unis, la municipalité s'étend sur 2,43 milles carrés (6,29 km2), dont 0,02 milles carrés (0,05 km2) en eau.

## Démographie
Au recensement de 2000, la population était de 1 858 hab, dont 736 ménages et 563 familles. La densité de population était de 268,7 hab/km2. La répartition ethnique était de 99,19 % d'Euro-Américains, 0,22 % d'Afro-Américains et 0,22 % d'Asio-Américains. Le revenu moyen par famille était de 23 524 dollars.
Selon le recensement de 2010, Winfield compte 2 301 habitants.